# Hvanneyri
Hvanneyri je vesnice na západě Islandu. Leží v obci Borgarbyggð, nedaleko města Borgarnes a vesnic Bifröst, Kleppjárnsreykir a Reykholt. Ve vesnici žije do 300 obyvatel. Obec je založená na zemědělství. V centru se nachází kostel z roku 1905.
Obec leží 80 kilometrů severně od hlavního městu Reykjaviku. Nachází se zde Muzeum zemědělství na Islandu z roku 1880 a centrum ovčí vlny Ullarselið. Sídlí zde i Islandská zemědělská univerzita, založená v roce 2005.

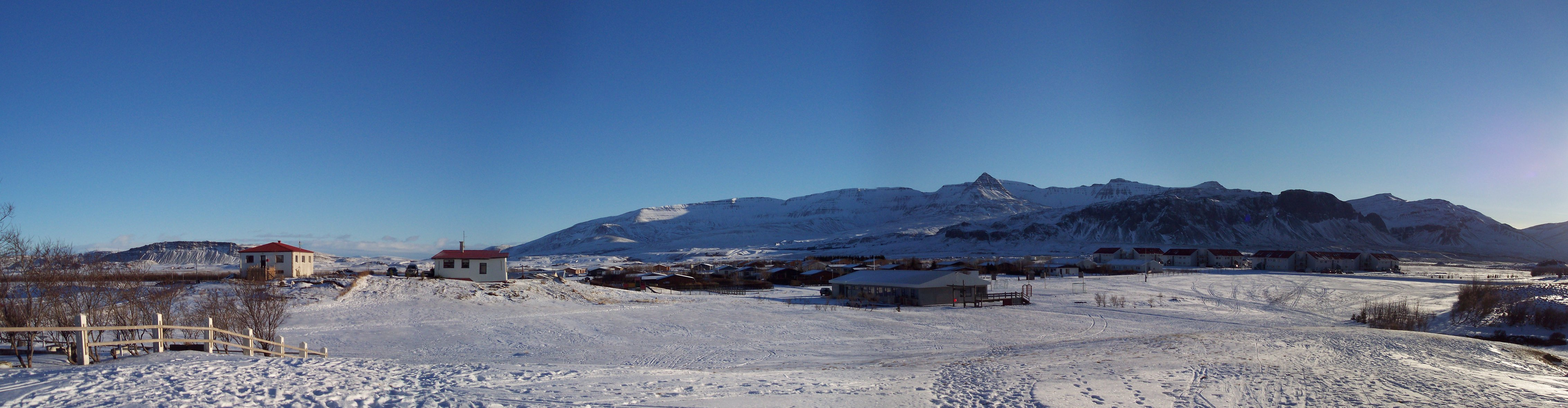
Panorama vesnice Hvanneyri